# Mikołów
Mikołów (udtale: [miˈkɔwuf]; tysk: Nikolai)  er en by i den  sydlige centrale del af  voivodskabet Schlesien i  det sydlige Polen. Byen   har 41.266(2021) indbyggere og et areal på	33,95 km², og er en del af    powiatet Mikołów. Den ligger i det Schlesiske højland, ved  bækken Jamna, der er  en biflod til floden Kłodnica og indirekte Oder.

## Historie
Med en skriftlig omtale fra 1222 er Mikołów en af de ældste byer i Øvre Schlesien. Det var i et dokument sendt af hertug Kasimir 1. af Opole (søn af Mieszko 2. den fede) til biskoppen af Wrocław, Wawrzyniec. I dokumentet blev navnet Andrew skrevet (latin: kommer Andreas, castellanus de Miculow), castellan af Miculow, hvilket viser, at Mikołów allerede var et administrativt center. Byens navn kommer fra navnet Mikołaj ("Nicholas"), og er af polsk oprindelse. Som et resultat af fragmenteringen af det middelalderlige Kongeriget Polen, var Mikołów en del af Hertugdømmet Opole og Racibórz, stadig styret af Piast-dynastiet indtil 1532. Under Ostsiedlung voksede Mikołów betydeligt i befolkning og udvidede sin infrastruktur. 
Mikołów blev centrum for lokal handel, grundet beliggenheden ved flere handelsveje.  Den Sorte Død dræbte 33% af byens indbyggere i 1349-50. I perioden 1433–1443 var der flere jordskælv i området.